# Рудаков, Олег Васильевич
Олег Васильевич Рудаков (2 декабря 1967, Воронеж — 22 августа 2017, Россошь, Воронежская область) — советский и российский хоккеист, нападающий, тренер.

## Биография
Воспитанник воронежского хоккея. В сезоне 1984/85 дебютировал в команде второй лиги «Буран» Воронеж. В 1992 году перешёл в норильский «Заполярник». 1994 год начал в составе тольяттинской «Лады». В составе клуба, ставшего чемпионом МХЛ, провёл восемь матчей. Затем выступал за «Заполярник» (1994/95 — 1995/96), «Воронеж» (1996/97, 2005/06 — 2010/11), «Липецк» (1996/97 — 1999/2000, 2005/06), «Энергию» Кемерово (2001/02 — 2004/05). Завершил карьеру в 43 года.
С сезона 2012/13 — тренер в команде «Россошь» (МХЛ-Б), с 29 декабря 2014 года до конца сезона — главный тренер команды, обладатель Кубка регионов. Тренер в команде ВХЛ «Буран» (2015/16). В сезоне 2016/17 вновь стал главным тренером «Россоши». Скончался 22 августа 2017 года в возрасте 49 лет.